# Busia (hrabstwo)
Busia – hrabstwo w Kenii, przy granicy z Ugandą. Jego stolicą jest Busia. Liczy 893,7 tys. mieszkańców i należy do najbardziej zaludnionych obszarów w kraju. Większość ludności należy do plemienia Luhja.
Busia graniczy z Jeziorem Wiktorii na południowym zachodzie, Republiką Ugandy na zachodzie, oraz następującymi hrabstwami: Bungoma i Kakamega na wschodzie, oraz z Siaya na południowym wschodzie i południu.

## Gospodarka
Hrabstwo Busia to brama do Kenii z sąsiedniej Ugandy, z dwoma przejściami granicznymi w miastach Busia i Malaba. Główną działalnością gospodarczą jest handel z sąsiednią Ugandą, a miasto Busia - siedziba hrabstwa i największe miasto jest centrum transgranicznym. Z dala od miasta gospodarka hrabstwa opiera się na rybołówstwie i rolnictwie, a maniok, proso, słodkie ziemniaki, fasola i kukurydza są głównymi uprawami pieniężnymi.

## Religia
Struktura religijna w 2019 roku wg Spisu Powszechnego:
- protestantyzm – 56,9%
- katolicyzm – 30%
- niezależne kościoły afrykańskie – 6,7%
- pozostali chrześcijanie – 2,4%
- islam – 1,9%
- pozostali – 2,1%.

## Podział administracyjny
Hrabstwo Busia składa się z siedmiu okręgów:
- Teso North,
- Teso South,
- Nambale,
- Matayos,
- Butula,
- Funyula,
- Budalangi.